# Осиновка (Дивеевский район)
Осиновка — деревня в Дивеевском районе Нижегородской области. Входит в состав Дивеевского сельсовета. Постоянное население деревни 365 человек (2008).

## География
Расположена в центре района, практически — южная окраина Дивеево, высота над уровнем моря 176 м.

## История
Деревня Осиновка упоминается в документах второй половины XVII века. В 1653 году, русский царь Алексей Михайлович, за особые заслуги перед государством Отказной грамотой наделяет земельным наделом татарского мурзу «Ивакая Култаева сына Шахаева». Вскоре первый владелец Осиновки принял православие. Княнья Шахаевы владели окружными землями до конца XIX века. По данным отказных книг, в 1685 году деревня Осиновка Ардатовского уезда значилась за стольником Семеном Ивановичем Шахаевым. Впоследствии имение перешло к его сыну — князю Федору Семеновичу Шахаеву. На протяжении XVIII и XIX веков вплоть до революции сельцо Осиновка принадлежало различным представителям рода Шахаевых. В начале 1830-х годов имение числилось за коллежским асессором князем Сергеем Николаевичем Шахаевым, который в первой половине XIX века строит на склоне речки Вичкинзы новый каменный трехэтажный дом в стиле классицизма. К 1860 году в деревне насчитывалось 39 крестьянских дворов. Население 405 человек.
В 1905 году уезд находился в тяжелом экономическом состоянии. Население росло, наделы земли уменьшались. Крестьяне снимали низкие урожаи. К 1905 году в Осиновке насчитывалось 85 крестьянских дворов.
Последний отпрыск князей Шахаевых страдал неизлечимым психическим заболеванием. При нём имение пришло в упадок.
В 1898 году в доме Шахаевых открылся Осиновский фельдшерский участок. С 1 октября 1912 года на его базе открыли Осиновскую участковую больницу. Её содержало Ардатовское уездное земство на свои средства. Осиновский врачебный участок обслуживал округу из десятков населённых пунктов. Участок состоял из: Илевской, Нарышкинской, Вертьяновской, Череватовской и части Гарской, Кременовской и Ивановской волостей. За первые три месяца существования услугами Осиновской больницы пользовались 203 больных. За первую половину 1913 года акушерская помощь в Осиновской Больнице была оказана 26 роженицам.
В 1910 году в Осиновке открывается земское училище. К 1914 году училище располагалось в наемном помещении. В 1913—1916 году в Осиновке учебный год начали 41 ученик. В течение зимы школу оставили 12 детей. В марте 1918 года на сельском сходе создается Осиновский сельский Совет. К 1922 году его возглавлял П. А. Ерунов. В январе 1928 года в Осиновке организовался колхоз под названием «Борьба». Инициатором коллективизации в деревне и первым председателем колхоза стал участник гражданской войны Михаил Ильич Малышев. К началу 1939 года в Осиновском колхозе состояло 122 крестьянских хозяйств. Население 547 человек. В годы Великой Отечественной войны 68 осиновских колхозников погибли на фронтах. В середине 1950 года Осиновский колхоз объединяется с Яковлевским. На начало 1978 года в деревне проживало 403 человека.

## Достопримечательности

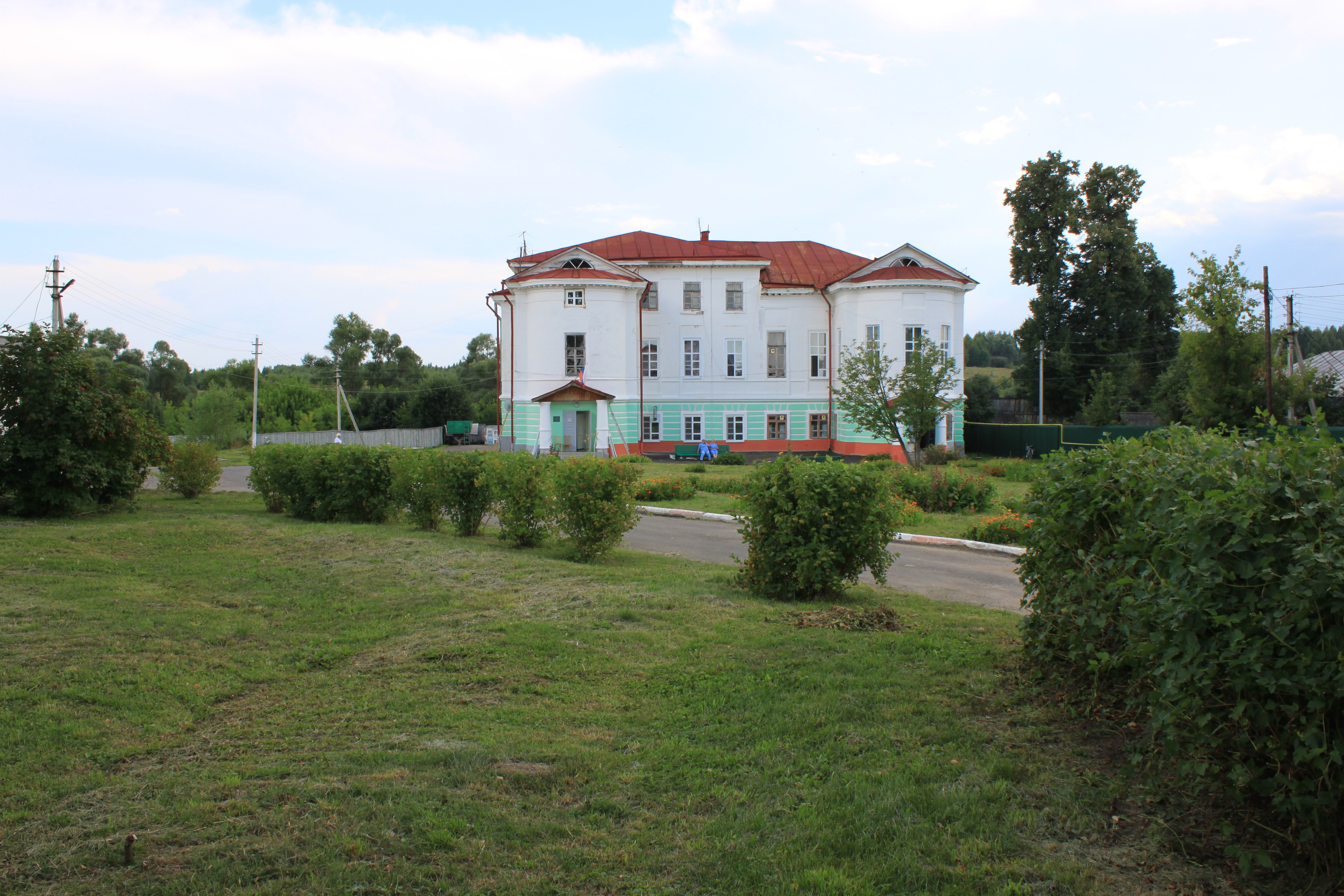
Усадьба Шахаевых

В деревне находится памятник архитектуры местного значения — усадьба Шахаевых. В комплекс входят: главный дом, флигель, въездные ворота, парк. Датировка объекта — XVIII век — начало XIX века.
Усадьбу построил князь Сергей Николаевич Шахаев. Каменный трехэтажный дом в стиле классицизм расположен на склоне речки Вичкинзы . Главный фасад дома ориентирован на север в сторону поймы реки. Западнее дома возведены служебные и хозяйственные постройки. Перед южным фасадом, где расположен вход в дом, создается парадный двор с клумбой в центре. Южнее дома по склону был разбит регулярный парк. Липы высажены рядами вдоль склона. В северо-восточной части усадьбы по границе была высажена двухрядная липовая аллея.
После революции в господском доме расположилась художественная фабрика полхов-майданской росписи. Флигель надстроен вторым этажом и в нём разместились квартиры для работников фабрики. В начале 1990-х годов фабрика закрылась, здание не эксплуатировалось. Во второй половине 1990-х годов администрация района разработала проект ремонта главного здания и приспособления его для районного Дома милосердия. В настоящее время в усадьбе расположен дом престарелых (Дом Милосердия). GPS-координаты объекта: N55.013604 E43.261908.

## Инфраструктура
3 улицы и переулок:
- пер. Луговой
- ул. Нагорная
- ул. Нижняя
- ул. Новая[5]